# Текс Вилер
Текс Вилер (енгл. Tex Willer) је лик из истоименог италијанског вестерн стрипа сценаристе Ђанлуиђија Бонелија и цртача Аурелија Галепинија. Прва епизода у Италији објављена је 30. септембра 1948. године.

## О лику
У првим епизодама, Текс Вилер стицајем околности постаје одметник са кодом части: Убити само у самоодбрани. У каснијим епизодама постаје ренџер, а затим, захваљујући женидби са Индијанком Лилит, кћерком поглавице Црвена Стрела, Вилер постаје „Ноћни орао“, поглавица Навахо Индијанаца и чувар индијанских закона и обичаја. Снажан, одан, непогрешив стрелац, непријатељ предрасуда и дискриминације, Вилер је склон да занемарује правила.
У младости се борио на страни Севера у Америчком грађанском рату. Његов најбољи пријатељ током ренџерског периода је Кит Карсон. Важну улогу има и Вилеров син Кит Вилер, као и Навахо ратник Тајгер Џек. Остали ликови у стрипу су Ел Мориско (вештац-учењак, арапског порекла), Мексиканац Монталес (одметник који се, пре него што је постао политичар, борио против корумпиране владе), канадски трапер Велики Жан, ирски боксер Пет Мекрајан, црвени мундир Џим Брендон, полицијски официр Том Девлин, поглавица Апача Кочиз и Навахо врач Црвени Облак.
Вилеров најпознатији непријатељ је Мефисто, илузиониста који употребљава црну магију. Остали негативци у стрипу су Јама (Мефистов син), Црни Тигар (малезијски/малајски принц који мрзи белце и жели њихово истребљење у САД) и Протеус (може да се преруши у свакога).

## Занимљивости
- Цртач Аурелио Галепини лик Текса Вилера засновао је на изгледу глумца Гарија Купера.
- Кит Карсон је историјска личност. Право му је име било Кристофер Хјустон Карсон (1809-1868).
- У неким епизодама појављују се личности из историје САД-а: Буфало Бил, Кочиз, Џеронимо...
- Узречица Текса Вилера је: Куго (и колеро).

## Издања
Прва епизода серијала, под насловом Мистериозни тотем (Il totem misterioso) изашла је у Италији 30. септембра 1948. године. Током 50-их година тираж стрипа је релативно мали (око 50.000 примерака). Од новембра 1960. године стрип почиње да излази једном месечно на 110 страна, а тако излази и данас. Притом су се поново штампале старе епизоде. Шездесетих година Текс Вилер постаје најтиражнији стрип у Италији. Данас је тај стрип симбол црно-белог стрипа у Италији, а такође је и најдуговечнији италијански стрип.
На подручју Југославије стрип је од 1968. до 1992. године издавао новосадски Дневник. Стрип је објављиван и у Индији, Аргентини, Норвешкој, Израелу... Издавачка кућа „Весели четвртак“ је  издавач Текса Вилера у Србији.
Поред Бонелија и Галепинија, на стрипу су радили и сценаристи Серђо Бонели, Мауро Бозели и Клаудио Ници, те цртачи Хесус Бласко, Фабио Чивители, Фернандо Фуско, Франческо Гамба, Гуљелмо Летери, Карло Рафаело Марчело, Винћенцo Монти, Вирђилио Муци, Ерио Николо, Хосе Ортиз, Мигел Анхел Репето, Ђовани Тичи и Клаудио Вила.

## Филм о Тексу
Године 1985. снимљен је филм Tex e il signore degli abissi (Текс и Господар понора") режисера Дуција Тесарија, са Ђулијаном Ђемом у главној улози. Прича приказана у филму је обрада оригиналних епизода од броја 101 до броја 103, према сценарију Серђа Бонелија. Требало је да филм буде увод у телевизијску серију, али је постигао слаб успех.